# Worthing Thunder
Worthing Thunder ist ein Basketballverein aus Worthing in England. Der Verein wurde 1999 nach dem Umzug der Stevenage Rebels nach Sussex als Worthing Rebels gegründet und fand 2008 unter dem Thunder Aufnahme in die geschlossene Profiliga British Basketball League (BBL), der man jedoch nur drei Spielzeiten angehörte. Seit 2011 spielt man wieder im Ligensystem von England Basketball, in dem man 2013 als Tabellensiebter das Finalspiel der „Englisch Basketball League (EBL) Division One“ erreichte.

## Geschichte

### Wurzeln in Hertfordshire (1991 bis 1999)
Die Wurzeln des Vereins liegen in Hertfordshire. 1991 waren die Rebels von Watford nach Ware umgezogen. Gleich in der ersten Spielzeit erreichte man einen dritten Platz nach der regulären Saison in der damals noch „National Basketball League“ (NBL) genannten englischen Basketballliga. 1995 und 1996 wurde man erneut Dritter und erreichte nach dem Gewinn der regulären Saison 1997 das Finalspiel der Play-offs der NBL, das gegen die Plymouth Raiders mit 106:118 verloren wurde. Anschließend zogen die Rebels nach Stevenage um, wo sie in der Saison 1997/98 noch einmal den dritten Platz erreichten. Nach der folgenden Spielzeit 1998/99 folgte jedoch der erneute Umzug, diesmal ging es bis an die Südküste nach Sussex.

### Umzug nach Worthing (1999 bis 2008)
Die Brighton Bears waren 1984 nach Worthing umgezogen und hatten hier weitgehend erfolgreich bis 1999 gespielt. In den Jahren 1993 bis 1995 hatten die Bears in Worthing drei aufeinanderfolgende Meisterschaften gewonnen. 1999 zogen die Bears in eine Halle ins benachbarte Brighton und ließen den Standort Worthing ohne Mannschaft zurück. In diese Lücke stießen mit ihrem Umzug die Rebels. Hier erreichte man auf Anhieb einen zweiten Platz nach nur drei Niederlagen in 24 Spielen. Im folgenden Jahr trat man bereits unter dem neuen Namen Thunder an und wurde erneut Zweiter, nachdem man das Play-off-Finale der NBL gegen die Plymouth Raiders verlor.
Nach der Umbenennung der NBL in EBL schaffte man im dritten Anlauf 2004 den Gewinn des Ligapokals EBL Trophy, nachdem man die beiden Jahre zuvor das Finalspiel dieses Wettbewerbs verloren hatte. Diesen Titelgewinn konnte man im Jahr darauf nicht verteidigen, nachdem man zum dritten Mal in vier Jahren das Finale verlor. Ein Jahr später gewann man 2006 die Hauptrunde der EBL, verlor aber das Play-off-Finale. Ein Jahr darauf verlor man die Finalspiele der Pokalwettbewerbe National Trophy und EBL Trophy, nach nur einer Saisonniederlage in der Meisterschaft gewann man aber diesmal auch das Play-off-Finale. Im folgenden Jahr 2008 verlor man erneut man beide Finalspiele in den Pokalwettbewerben und als Tabellendritter in der Meisterschaft schied man auch früh in den Play-offs aus.

### Worthing Thunder in der BBL (2008 bis 2011)
Die Brighton Bears hatten 2006 ihren Spielbetrieb in der BBL ausgesetzt und verzichteten anschließend auf eine Rückkehr. Bei der Suche nach einem Nachfolger in Sussex konnten sich die Thunder gegen die konkurrierenden Brighton Cougars durchsetzen und fanden ab der Spielzeit 2008/09 Aufnahme in die geschlossene Profiliga. In ihrer ersten BBL-Spielzeit gewannen die Thunder knapp ein Drittel ihrer Spiele, was jedoch nur zum elften und vorletzten Platz in der Abschlusstabelle reichte. In der Saison 2009/10 reichte es mit ausgeglichener Bilanz auf dem achten Platz knapp zum Einzug in die Meisterschafts-Play-offs, in denen man in der ersten Runde Titelverteidiger Newcastle Eagles unterlag, die anschließend ihre dritte Meisterschaft in Folge feierten. Zu Beginn der folgenden Spielzeit verlor die Mannschaft einige Stammspieler und bis zum Saisonende erreichte man als Tabellenvorletzter nur fünf Saisonsiege. Nach der Spielzeit zog man sich in die EBL zurück.

### Rückkehr in die EBL (seit 2011)
Nach der Rückkehr in die EBL erreichte man in der Saison 2011/12 einen vierten Platz, verlor aber in der ersten Play-off-Runde. In der darauffolgenden Spielzeit 2012/13 wurde man nach der regulären Saison nur Siebter, konnte aber in den Play-offs bis in das Finale einziehen, in dem man den Reading Rockets jedoch hoch mit 57:88 verlor.